# ダシュマン (ケレイト部)
ダシュマン（モンゴル語: Dašman、定宗3年（1248年） - 大徳8年7月25日（1304年8月26日））は、モンゴル帝国に仕えたムスリムの一人。
『元史』には簡略な記述しかないが、『牧庵集』巻13「皇元高昌忠恵王神道碑銘」に詳細な事績が記されている。ただし、『牧庵集』は清代に乾隆帝によって固有名詞が改変された版本しかのこっておらず、ダシュマンのことは「達実密」と表記されている。『新元史』には皇元高昌忠恵王神道碑銘を元にした列伝が記されている。

## 概要
ダシュマンはモンゴル帝国草創期から仕えるシラ・オグルの孫で、第4代皇帝モンケの治世に事実上の宰相であったブルガイの息子の一人であった。
ダシュマンは幼い頃よりクビライに仕えており、当初は建国の功臣ボロクルの末裔であるオチチェルと同じケシク班に属していたが、後に「第一宿衛（イェケ・ケシク）」を管轄し斡脱総管府を兼ねるようになったという。オルトク（斡脱）とはモンゴル帝国初期から存在する、モンゴル貴族と結びついて商業を行うウイグル/ムスリム商人集団の呼称であり、1252年（壬子）に宰相のブルガイが一括管理するようになったものを更に制度化を進めたのが ｢斡脱総管府｣ であった。ダシュマンの管理する斡脱総管府は南海交易に進出するオルトクたちに資本金のみならず、「海船（＝官本船）」も貸与していたという。
至元17年（1280年）、｢斡脱総管府」は「泉府司」に昇格となったが、至元21年（1284年）には「泉府司の商販する者が民を苦しめている」ことを理由にチンキムの側近であったコルコスンの提言で省かれて戸部の属下に入った。しかし翌年8月にはダシュマンの再度の申請によって泉府司は再設置されたが、秩は従二品に下がっていた。なお、ペルシア語史料の『集史』クビライ・カアン紀には大元ウルスの官署が列挙されており、そこでsuanwīši（سنویشه）という官署名が挙げられるが、これは泉府司(tsven-hvu-shi)のことを指すと考えられる。実際に、suanwīšiは「あらゆる使臣たち(īlčiyān)、商賈たち(bāzargānān)、来往のものたち(āyanda wa šawanda)がいる第六の衙門」と紹介されており、オルトク商人と諸外国からの使臣・隊商を管轄していた泉府司の役職とより合致する。なにより、その長官の名がダシュマン（Dāšman）であると記されることが、ダシュマン（答失蛮）が統轄していた「泉府司」と「suanwīši」が同一の存在であることを裏付けている。また、『集史』クビライ・カアン紀の別の箇所でダシュマンは「（成宗テムル治世でも）なお信任され、勅書・牌子・オルトクたちおよび出入するものの案件を管轄している」と記されている。
至元23年（1286年）、ナヤンを中心とする東方三王家が乱を引き起こし、クビライ自らが軍勢を率いて叛乱鎮圧に向かったため、ダシュマンもこれに従軍し矛をふるって活躍したという。ナヤン率いる本軍はクビライ自らの攻撃によって瓦解したが、叛乱に加担した諸王の一人のカダアン・トゥルゲンは抗戦を続けたため、帰還したクビライに代わって皇孫のテムルがカダアン討伐を担当することになった。ダシュマンはテムルの命を受けて衛士1000人を率い、カダアンの軍団を破って数えきれぬほどの輜重を得たという。また、至元27年（1290年）には西方からカイドゥ率いる軍団が侵攻したため再びテムルが出陣し、ダシュマンはテムルの下で勝利を重ねた。カイドゥが退却した後、ダシュマンは現地の民を撫育し、駅伝を整備した上で帰還したという。
元貞元年（1295年）、テムルがオルジェイトゥ・カアンとして即位すると、代替わり後の混乱を狙って西方のカイドゥがイリンチンを派遣してチベット方面に侵攻してきた。そこでダシュマンが召し出され、皇帝自ら出征の意志を問うたが､ ダシュマンは陛下の命ならば死も恐れないとして出征を受諾した。そこでダシュマンは同年10月に出征し、便宜総帥率いる1千の兵を傘下に入れてイリンチンを討伐した。
大徳元年（1297年）頃、国庫より購入した宝石が定価の倍額で買い取ったものであり、その差額分をダシュマンら高官が賄賂として受けとったことが判明するという疑獄事件が起こった。かつてサンガと組んでいたために失脚していたシハーブッディーンが会計監査を行い、宝石を売却した商人を始め、ダシュマンら高官12名が捕らえられた。オルジェイトゥ・カアンの母のココジンが減免をはたらきかけたこと、またオルジェイトゥ・カアンの尊崇を受けるチベット仏教僧タムパが彗星を理由に免囚運動を行ったことによりダシュマンらは釈放されたという。なお、この疑獄事件はなぜか『元史』をはじめ漢文史料には一切言及されておらず、『集史』テムル・カアン紀にのみ記されている。
大徳3年（1299年）には翰林学士承旨を兼ね、泉府司事を領した。大徳8年（1304年）7月に57歳で死去。遺体は狼山水峪に葬られた。

## ケレイト部シラ・オグル家
- トク・ブカ（Toq buqa ＞脱不花/tuō bùhuā）
- ケレゲイ（Keregei ＞怯烈哥/qièliègē）
- ビチクチ長シラ・オグル（Šira Oγul ＞昔剌斡忽勒/xīlà wòhūlè）
  - 中書右丞相ブルガイ（Bulγai ＞孛魯合/bólŭhé,بلغای اقا/bulghāī āqā）
    - 恒陽王エセン・ブカ（Esen buqa ＞也先不花/yĕxiān bùhuā）
      - 湖南行省左丞相イリンチン（Irinǰin ＞亦憐真/yìliánzhēn）
        - 太保中書右丞相チョスゲン（Čosgen ＞搠思監/shuòsījiān）

      - 広陽王トゥクルク（Tuqluq ＞禿魯/tūlŭ）
      - 湖南宣慰使ダシュ（Daš ＞答思/dásī）
      - 中政使ケレイ（Kerei ＞怯烈/qièliè）
      - 行浙東道宣慰使司都元帥アルタン（Altan ＞按攤/àntān）
        - 湖南道宣慰副使アヨン（Ayong ＞阿栄/āróng）

    - 御史台中丞ムバーラク（Mubaraq ＞木八剌/mùbālà）
    - 泉府大卿ダシュマン（Dašman ＞答失蛮/dáshīmán,داشمن/dāshman）
    - 四川省平章政事ブカ・テムル（Buqa temür ＞不花帖木児/bùhuā tièmùér）
- カラ・オグル（Qara Oγul ＞哈剌阿忽剌/hālà āhūlà）